# ROKS Shin Dol-seok
Le ROKS Shin Dol-seok (SS-082) est un sous-marin de la marine de la république de Corée, le neuvième navire de la classe Sohn Won-yil. Il est nommé d’après le général Shin Dol-seok, militant pour l'indépendance de la Corée.

## Conception
Les médias rapportent que les sous-marins de classe Sohn Won-yil sont équipés de huit tubes lance-torpilles de 533 mm et que la Corée du Sud montera dessus un missile coréen de type Tomahawk, le Hyunmoo-3, d’une portée de 500 km. On dit qu’ils développent également des versions avec une portée de 1000 km et 1500 km, mais il n’y a aucune confirmation si cette version pouvait être montée sur un tube lance-torpilles de 533 mm. À l’origine, le missile américain Tomahawk a été conçu pour être lancé à partir d’un tube lance-torpilles de 533 mm. La Corée a également récemment réussi à le géolocaliser.
Le missile Chonryong d’une portée de 500 km a été installé dans la classe Sohn Won-yil. Il a été déployé et est en service.
L’Allemagne, qui a exporté la classe Sohn Won-yil (type 214), utilise un sous-marin de type 212 qui utilise le même système AIP avec un déplacement identique. Il a une portée de 20 km et est équipé de quatre tubes lance-torpilles de 533 mm. Il est capable de faire face à des cibles aériennes, de surface et sous-marines.

## Carrière
Le ROKS Shin Dol-seok a été construit par Hyundai Heavy Industries, lancé le 7 septembre 2017 et mis en service le 31 janvier 2020.
En mai 2022, la marine de la république de Corée (ROKN) a annoncé que le Shin Dol-seok et le navire d’assaut amphibie de classe Dokdo ROKS Marado (LPH-6112) participeront à l’exercice Rim of the Pacific (RIMPAC) 2022. Le ROKS Marado est le plus grand navire de la ROKN, avec un déplacement maximum de 19 000 tonnes. Le ROKS Shin Dol-seok, avec son déplacement de 1 800 tonnes, est également le plus grand sous-marin jamais déployé par la ROKN au RIMPAC. La ROKN n’avait auparavant envoyé à cet exercice que des sous-marins de type 209.
Le Shin Dol-seok est arrivé à la base interarmées de Pearl Harbor-Hickam le 21 juin 2022 pour participer à l’exercice. RIMPAC 2022 était la 28e édition de cet exercice qui a débuté en 1971. C’est le plus grand exercice maritime international au monde, et il offre une occasion de formation unique tout en favorisant et en maintenant des relations de coopération entre les pays participants, qui sont essentielles pour assurer la sécurité des voies maritimes et la sécurité sur les océans du monde. RIMPAC 2022 s’est déroulé du 29 juin au 4 août dans les îles hawaïennes et le sud de la Californie et dans les environs, et a impliqué 26 pays, 38 navires de surface, 4 sous-marins, plus de 170 aéronefs et 25 000 militaire,.
Le jeudi 28 juillet, 37 navires et 2 sous-marins participants à l’exercice ont pris part à une impressionnante séance de photographie de groupe, également appelée PHOTOEX, en naviguant en formation près des îles hawaïennes. Amelia Smith, une analyste indépendante spécialisée dans la défense et l’aviation militaire, a repéré le groupe de traces du système d'identification automatique (SIA, ou AIS en anglais) par satellite au large des côtes de Kauai, et a réussi à identifier tous les navires via un compte VesselFinder payant. Elle a partagé les résultats en ligne sur Twitter avant la publication officielle par la marine américaine de l’image impressionnante. Smith a noté dans son tweet que deux sous-marins étaient à un moment donné en tête du peloton, l’USS Charlotte (SSN-766) de classe Los Angeles et le ROKS Shin Dol-seok (SS-082). Les sous-marins ont finalement rejoint la flotte pour la photographie finale. En fin de compte, c’est le porte-avions à propulsion nucléaire de classe Nimitz USS Abraham Lincoln (CVN-72) de la marine américaine qui a mené la formation. Dans le contexte géopolitique actuel, RIMPAC est aussi un message clair à la Chine, et la remarquable coalition de navires que l’on a pu voir flotter côte à côte envoie certainement un message de force et de détermination à Pékin.